# اقتصاد الجزایر
اقتصاد الجزایر (انگلیسی: Economy of Algeria) یک اقتصاد مختلط است که عناصر شرکت‌های دولتی را با بخش خصوصی ترکیب می‌کند. اقتصاد الجزایر عمدتاً توسط بخش نفت و گاز هدایت می‌شود که بخش قابل توجهی از تولید ناخالص داخلی، صادرات و درآمد دولت را تشکیل می‌دهد.
این کشور یازدهمین ذخایر بزرگ گاز طبیعی در جهان را دارد و یکی از تولیدکنندگان عمده نفت است و بیشتر تولید نفت و گاز آن به اروپا صادر می‌شود. دولت سرمایه‌گذاری زیادی در بخش انرژی انجام داده است و شرکت‌های دولتی مانند سوناتراک، شرکت ملی نفت الجزایر، بر این بخش تسلط دارند.
در سال‌های اخیر، الجزایر برای کاهش وابستگی خود به صادرات نفت و گاز، اقتصاد خود را متنوع کرده است. این کشور سرمایه‌گذاری‌های قابل توجهی در توسعه زیرساخت‌ها از جمله شبکه‌های حمل و نقل، نیروگاه‌ها و مخابرات انجام داده است. الجزایر همچنین در صنایعی مانند تولید، ساخت و ساز و کشاورزی برای ارتقای رشد اقتصادی و ایجاد شغل سرمایه‌گذاری کرده است.
کشاورزی یکی دیگر از بخش‌های مهم در الجزایر است که محصولاتی مانند گندم، جو و خرما صادرات عمده آن است. این کشور همچنین تولیدکننده قابل توجهی از محصولات دامی مانند گوشت، لبنیات و مرغ است.
با وجود پتانسیل اقتصادی، الجزایر با چالش‌های متعددی مواجه است. این کشور با فساد، بوروکراسی و عدم شفافیت در معاملات تجاری دست و پنجه نرم کرده است. علاوه بر این، کنترل دولت بر بخش‌های کلیدی اقتصاد منجر به ناکارآمدی و رقابت محدود شده است.
رشد اقتصادی الجزایر با کاهش قیمت جهانی نفت از سال ۲۰۱۴ کاهش یافته است. این کشور اقدامات ریاضتی را برای کاهش کسری بودجه خود و تثبیت پول خود به اجرا گذاشته است. اما این اقدامات تأثیر منفی بر رشد اقتصادی و اشتغال داشته است.
در سال‌های اخیر، الجزایر با انجام اصلاحاتی با هدف افزایش شفافیت و کاهش بوروکراسی، برای بهبود فضای تجاری خود تلاش کرده است. این کشور همچنین با ارائه مشوق‌ها و معافیت‌های مالیاتی برای جذب شرکت‌های خارجی به دنبال افزایش سرمایه‌گذاری خارجی بوده است.
به‌طور کلی، اقتصاد الجزایر با بخش نفت و گاز غالب آن مشخص می‌شود، اما این کشور در تلاش است تا اقتصاد خود را متنوع کند تا وابستگی خود را به این بخش‌ها کاهش دهد. این کشور با چالش‌های مرتبط با فساد و بوروکراسی مواجه است، اما اصلاحاتی را با هدف بهبود فضای کسب و کار و جذب سرمایه‌گذاری خارجی اجرا می‌کند.